# Niophis antennata
Niophis antennata là một loài bọ cánh cứng trong họ Cerambycidae.